# Alexi Grewal
Alexi Singh Grewal (* 8. September 1960 in Aspen, Colorado) ist ein ehemaliger US-amerikanischer Radrennfahrer.
1983 startete er bei den UCI-Straßen-Weltmeisterschaften und wurde als 14. im Straßenrennen der Amateure klassiert. Dies war die erste Saison, die er in Europa mit Rennen wie dem britischen Milk-Race, dem Grand Prix Guillaume Tell (bei dem er eine Etappe gewann) und der Tour de l’Avenir verbracht hatte. Er gewann bei den Olympischen Sommerspielen 1984 in Los Angeles die Goldmedaille im olympischen Straßenrennen. Dabei legte er die Strecke von 190 Kilometern in vier Stunden, 59 Minuten und 57 Sekunden zurück, und setzte sich im Spurt gegen den zeitgleichen zweitplatzierten Steve Bauer aus Kanada sowie den Norweger Dag Otto Lauritzen durch. Vor den Spielen war er von der Amerikanischen Radsport-Vereinigung für 30 Tage suspendiert worden, nachdem in seinem Urin die Substanz Phenethylamin nachgewiesen worden war, die unter anderem in Heuschnupfen- und Erkältungsmitteln enthalten ist. Er bestritt die Einnahme nicht, führte sie jedoch auf ein Versehen bei der Auswahl von Medikamenten zurück. Die Sperre wurde nach einem Einspruch des United States Olympic Committee wenige Tage vor dem olympischen Rennen aufgehoben.
Nach seinem Olympiasieg wechselte er zu den Profis und fuhr 1985 zunächst für das Panasonic-Team und ab 1986 für die 7-Eleven-Mannschaft. Aus dieser wurde er im gleichen Jahr entlassen, weil er während der Tour de France auf eine Kamera der Gesellschaft CBS gespuckt hatte, nachdem ihm der Kameramann während des Rennens zu nahegekommen war. Nach Verträgen mit den Teams R.M.O. (1987, Frankreich) und Crest (1988, USA) fuhr er dann von 1989 bis zum Ende seiner Karriere im Jahr 1993 für die amerikanische Mannschaft Coors Light. Während seiner Zeit als Profi konnte er in den Vereinigten Staaten einige wichtige Rennen gewinnen. Sein Rad, mit dem er Olympiasieger wurde, befindet sich in der Sammlung des National Museum of American History der Smithsonian Institution.
In einem Essay, der am 15. April 2008 in der Radsportzeitschrift VeloNews erschien, gestand er wiederholtes wissentliches Doping mit Aufputschmitteln wie Ephedrin während seiner Karriere ein, ohne sich jedoch direkt zu seinem Olympiasieg zu äußern.
Alexi Grewal wurde im Jahr 2004 in die United States Bicycling Hall of Fame aufgenommen, wegen seiner Dopingvergehen jedoch 2016 wieder ausgeschlossen.